# Tercer puente sobre el río Orinoco
El  Puente Mercosur  también llamado Tercer puente sobre el Río Orinoco es una infraestructura de transporte de tipo carretero-ferroviario que se construye desde finales de 2006, en la región de Guayana, al sur de Venezuela y que unirá las poblaciones de Caicara del Orinoco, Municipio Cedeño en el estado Bolívar y Cabruta, Municipio Juan José Rondón en el estado Guárico atravesando el río más largo e importante del país, el Orinoco. Es el segundo puente más grande de América Latina y el  número 38 en el mundo (en reinicio de obras).

## Historia
Desde hacía varios años se había proyectado realizar una nueva conexión que permitiera facilitar las comunicaciones entre la parte central y sur de Venezuela, casi aisladas ya que en esta zona solo es posible cruzar el río Orinoco, o acceder a estos sectores a través de botes o chalanas, o por vía aérea.
El mismo día que fue inaugurado el Puente Orinoquia en noviembre de 2006, el Ministerio de Infraestructura colocó la boya fundacional del Tercer Puente sobre el mismo río anunciándose que tenía un cronograma de ejecución de aproximadamente 5 años; para mayo de 2008 la obra tenía un avance de un 24%, y para julio de 2014 un 65%.
Las dificultades políticas y económicas de Venezuela durante el gobierno de Nicolás Maduro retrasaron y posteriormente paralizaron la obra durante años. En junio de 2024 el gobierno anuncio la reactivación de los trabajos.

## Características de la Obra
La empresa encargada de la obra es la brasileña Odebrecht.  Se proyecta un puente de dos pisos, con un diseño moderno, cuatro canales de circulación, con dos torres en forma de diamante de 145 m de alto, 20,2 m de ancho y una longitud total de 11,1 km
- 11.125 m, distribuidos de la siguiente manera:
  - 2.280 m de puente metálico .
  - 4.020 del Viaducto de Acceso Norte.
  - 4.825 m del Viaducto de Acceso Sur.[5]

El sistema vial completo llega a 122 km si se incluyen las carreteras de acceso necesarias para conectar al puente con los estados Guárico y Bolívar. Las piezas metálicas se fabricaron en Ciudad Guayana y transportadas por el río Orinoco durante más de 450 kilómetros de recorrido. Además incluye una vía férrea que pasará por debajo de los canales de circulación vial. Tiene un costo estimado en 2800 millones de dólares provenientes del FONDEN (Fondo de Desarrollo Nacional).